# Ischiopsopha jamesi
Ischiopsopha jamesi är en skalbaggsart som beskrevs av Waterhouse 1876. Ischiopsopha jamesi ingår i släktet Ischiopsopha och familjen Cetoniidae. Inga underarter finns listade i Catalogue of Life.

## Bildgalleri

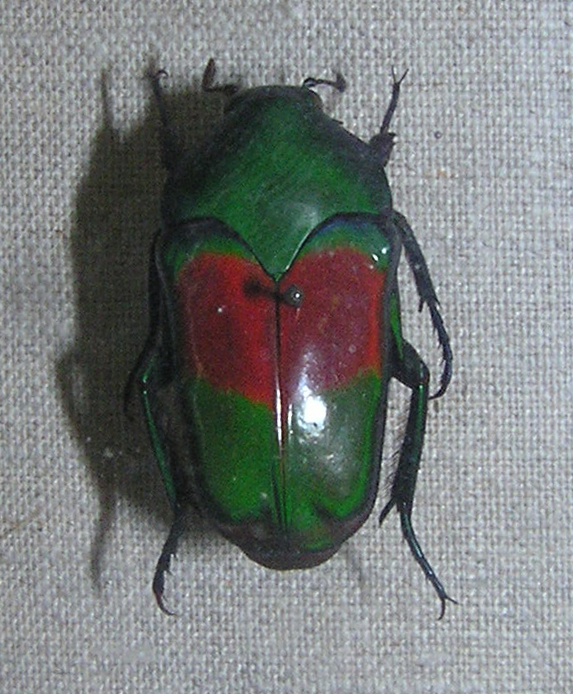